# Glojopeltis widlasta
Glojopeltis widlasta (łac. Gloiopeltis furcata) – gatunek krasnorosta z rodziny Endocladiaceae. Występuje w wodach w północnej części Pacyfiku u wybrzeży Azji. 

## Morfologia
Plecha do 10 cm długa, w pokroju rozgałęziona, czerwonobarwna, niekiedy pokryta drobnymi wyrostkami

## Zastosowanie
Krasnorost uprawiany do pozyskiwania kleju o nazwie funori, który ma różnorakie zastosowanie w Japonii, najczęściej używany jest do apreturowania i usztywniania tkanin.